# غريغ ميلر
غريغ ميلر (بالإنجليزية: Greg Miller)‏ (1 أبريل 1976 غلاسكو المملكة المتحدة - ) هو لاعب كرة قدم بريطاني يلعب كلاعب وسط.

## روابط خارجية
- غريغ ميلر على موقع قاعدة بيانات كرة القدم.إي يو (الإنجليزية)
- غريغ ميلر على موقع Soccerbase.com (لاعب) (الإنجليزية)